# Cthulhu Wars
Cthulhu Wars est un jeu de société de 2 à 4 joueurs créé par Sandy Petersen et Lancoln Petersen,. Il a été édité par Petersen Games. Le jeu est basé sur le mythe de Cthulhu, écrit par H. P. Lovecraft.

## Background
Sur terre, l'humanité est au plus mal. Cependant, la lutte continue entre Grands Anciens comme Cthulhu, le Chaos rampant, le Signe jaune ou la Chèvre noire et va contribuer à savoir lequel d'entre-eux prendra le pouvoir.

## Gameplay
Le but du jeu est d'obtenir le plus de points tout en réussissant à gagner les différents grimoires.
Le jeu Cthulhu Wars est un jeu de conquête asymétrique : chaque faction a ses propres créatures, propres capacités et propres grimoires. Les joueurs doivent recruter des adorateurs, réveiller les monstres et grands Anciens, construire des portails afin de se déplacer sur la carte et conquérir de nouveaux territoires adverses ou non.

## Récompense(s)
Le jeu Cthulhu Wars a été nommé lors de plusieurs prix :
- Nommé : Golden Geek Best Thematic Board Game (2014)
- Nommé : Golden Geek Best Thematic Board Game (2015)
- Gagnant : Board Game Quest Awards Best Game from a Small Publisher (2015)
- Nommé : Board Game Quest Awards Best Tactical/Combat Game (2015)

## Autres produits
Lors du Kickstarter réalisé pour le financement participatif du Cthulhu Wars, un Artbook a été réalisé par Richard Luong.
Une version duel du jeu Cthulhu Wars a également été éditée en 2022. Contrairement à son grand frère, cette version-ci ne possède pas de grosses figurines en plastique mais de petites figurines en carton.